# Rhytidocaulon subscandens
Rhytidocaulon subscandens är en oleanderväxtart som beskrevs av Bally. Rhytidocaulon subscandens ingår i släktet Rhytidocaulon och familjen oleanderväxter. Inga underarter finns listade i Catalogue of Life.